# Nicolas Pino
Nicolas Pino (1819 – 1896) è stato un militare e politico statunitense.
Messicano di nascita, partecipò alla resistenza e alla ribellione ambedue pianificate contro l'occupazione americana del Nuovo Messico. In seguito al trattato di Guadalupe Hidalgo, giurò fedeltà agli Stati Uniti e divenne ufficiale dell'Unione durante la guerra civile americana, salendo al rango di generale di brigata il 9 settembre 1861. In seguito ha prestato servizio nella legislatura territoriale del Nuovo Messico.

## Cattura di Santa Fe e rivolta del 1846
I fratelli Pino, Facundo, Miguel E. e Nicolas furono tutti molto influenti negli affari del Nuovo Messico ai tempi della cattura del generale Kearny di Santa Fe. I membri della famiglia Pino occupavano posizioni di rilievo sotto il governo messicano, erano noti combattenti dotati audacia e coraggio. Sollevarono compagnie e procurarono armi e munizioni in risposta alla richiesta del governatore Manuel Armijo di volontari per prepararsi a resistere a Kearney nell'Apache Canyon, ma furono disgustati e sgomentati quando Armijo sciolse le forze e fuggì in Messico. Nessuno dei Pinos ha immediatamente prestato il giuramento di fedeltà richiesto da Kearny agli Stati Uniti in seguito all'occupazione, considerandosi ancora cittadini della Repubblica messicana. Poco dopo, hanno partecipato alle riunioni guidate da Don Diego Archuleta in una casa vicino alla chiesa militare, La Castrenza a Santa Fe, dove Tomas Ortiz è stato eletto governatore con Archuleta come comandante generale. Una ribellione fu programmata per il 19 dicembre 1846, che fu in seguito rimandata alla vigilia di Natale. Emissari lealisti messicani furono inviati a tutti i punti più vicini chiedendo che la gente prendesse parte alla rivolta di Santa Fe sulla terza campana per la messa di mezzanotte (Missa del Gallo), quando tutti gli ufficiali americani sarebbero stati catturati. Questo piano fallì, tuttavia, dopo che Donaciano Vigil ne prese conoscenza tramite la proprietaria della più grande casa da gioco della città, Tules Barcelona. La veglia informò il generale Sterling Price, del secondo volontario montato sul Missouri, che fece arrestare un certo numero di cospiratori, tra cui Nicolas Pino. Tomas Ortiz, cugino di Nicolas, fuggì nella veste di una domestica e fuggì a Chihuahua. Il generale Price stazionò soldati nelle case di ogni noto rivoluzionario.

## Fedeltà americana: Taos Revolt, Civil War & Territorial Legislature
In seguito alla fallita rivolta del 1846, né Miguel E. né Nicolas Pino parteciparono a ulteriori movimenti di resistenza. Don Nicolas ha prestato giuramento di fedeltà agli Stati Uniti dopo essere stato rilasciato dal carcere e essersi arruolato nella compagnia di volontari del capitano St. Vrain in seguito all'assassinio del governatore Bent, partecipando alla sconfitta degli insorti nella rivolta di Taos con il suo amico Don Manuel Chaves.
Dopo il trattato di pace con il Messico, i fratelli Pino furono considerati tra i più fedeli al governo degli Stati Uniti. Tutti i fratelli ricoprivano posizioni di fiducia sia civili che militari. Don Miguel e Don Nicolas comandarono entrambi consistenti corpi di volontari durante la guerra civile americana. Fino alla loro morte, c'era sempre un Pino nella casa o nel consiglio dell'assemblea legislativa territoriale. Don Facundo è stato più volte presidente del consiglio, così come Don Miguel E. nel 1865 e 1866. Don Nicolas fu presidente del consiglio nel 1869 e membro del consiglio nel 1873 e nel 1878. Tomas Ortiz tornò nel Nuovo Messico e prestò servizio anche nella legislatura territoriale.
Durante la guerra civile americana, Nicolas guidò la seconda milizia del Nuovo Messico. Il 25 febbraio 1862, il colonnello Pino e i suoi 200 miliziani ispanici tentarono di prendere posizione contro il generale di brigata Henry Hopkins Sibley nella città di Socorro, nel Nuovo Messico, ma furono rapidamente costretti ad arrendersi quando i texani aprirono il fuoco con un'artiglieria. Suo fratello, il colonnello Miguel Pino, guidò 590 uomini nel 2 ° Volontariato del Nuovo Messico.
Il padre di Nicolas era Pedro Bautista Pino, l'unica persona a rappresentare il Nuovo Messico nelle Cortes di Spagna. Nel 1811, mentre era a Cadice, Pedro scrisse una breve storia del Nuovo Messico contenuta in un rapporto al re. Sua madre, Ana Maria, era la figlia di Ana Gertrudis Ortiz Niño Ladron de Guevarra e Juan Domingo Baca, e una nipote di Don Pedro de Bustamante, governatore e capitano generale della Provincia del Nuovo Messico.